# Bugalagrande
Bugalagrande là một khu tự quản thuộc tỉnh Valle del Cauca, Colombia. Thủ phủ của khu tự quản Bugalagrande đóng tại Bugalagrande Khu tự quản Bugalagrande có diện tích 374 ki lô mét vuông. Đến thời điểm ngày 28 tháng 5 năm 2005, khu tự quản Bugalagrande có dân số 20838 người.